# Festival Noches del Botánico
El Festival Noches del Botánico es un Festival de Música que se celebra todos los años, desde 2016, durante los meses de junio y julio en el Real Jardín Botánico Alfonso XIII de la Universidad Complutense de Madrid.
Los géneros musicales que se representan en el Festival son sobre todo Pop, Rock, Jazz, Música Fusión, Flamenco y música alternativa. Dentro, en el recinto hay oferta gastronómica, zonas de descanso al aire libre y un mercado de emprendedores y artesanos, conocido como el Mercado del Encanto.
Este ciclo de conciertos ofrece dos formatos al público, que se basan en el tipo de show que se presenta. En el primero de ellos, el público asistente a la pista puede disfrutar el concierto de pie, permitiendo un aforo máximo de 3.500 personas. En el segundo formato, tanto el público de grada como de pista tiene asignada una silla, de esta manera el aforo se reduce a 2.000 personas.

## Artistas que han pasado por el Festival Noches del Botánico

### Primera edición
- Fechas: 27 de junio - 29 de julio de 2016
- Número de conciertos celebrados: 25
- Asistentes: 40.000 personas[2]

Robert Plant and The Sensational Space Shifters - The Lumineers - Juntémonos con Bowie - Quilapayún - Wilco - Toquinho & Maria Creuza (Recordando a Vinicius de Moraes y La Fusa) - The Alan Parson Project - Pink Martini - Patti Smith and her band Horses - 2Cellos - M83 - Benajmin Clementine - Marillion - John Scofield + Brad Mehldaw + Mark Guiliana - Antonio Sánchez & Migration Band - Molotov + Jorge Drexler + Bomba Estéreo - Steve Vai - John McLaughlin and the 4th Dimension - Ibrahim Maalouf + Cecile McLorin Salvant - Melody Gardot - Seal - Mariza - The Orchestra ft. Electric Light  Orchestra Former Members - Rozalén - Gloria Gaynor

### Segunda edición
- Fechas: 22 de junio - 29 de julio de 2017[4]
- Número de conciertos celebrados: 23
- Asistentes: 45.000 personas[5]

Tony Bennett - Il Volo - André Reyes de Gipsy Kings - Tequila - Steve Hackett - Buika + Chucho Valdés - Devendra Banhart - Anastacia - Pablo Milanés - Rototom (Alpha Blondy + Iseo & Dodosound + Funkiwi´s) - Rosendo - Roger Hodgson of Supertramp - John Pizzarelli + Eliane Elias - Salif Keïta + Bokanté - Madeleine Peyroux + José James - Film Symphony Orchestra Big Band - Rubén Blades - Franco Battiato - Bryan Ferry - Orishas - Giorgio Moroder - UB40 - Jamie Cullum - Beth Hart - La La Land in Concert

### Tercera edición
- Fechas: 21 de junio - 29 de julio de 2018
- Número de conciertos celebrados: 30
- Asistentes: 70.000 personas[7]

Elvis Costello & The Imposters + Sue Jorge - Kraftwerk 3D - Joan Manuel Serrat - Jeff Beck - Simple Minds - Bonsai (British Murder Boys + Karenn) - Pat Metheny - Angus & Julia Stone - Rufus Wainwright - Corinne Bailey Rae + Rhonda Ross - Charles Lloyd  & The Marvels + Billy Hart Quartet + Joshua Redman - Brad Mehldaw Trio + Cecile McLorin Salvant - David Byrne - Little Steven & The Disciples of Soul - Funambulista - James Rhodes - Miguel Poveda - Farruquito - The Trombon Shorty & Orleans Avenue + Cory Henry & The Funk Apostles - Bomba Estéreo + Zoé - Madrid Swing Party - Calexico + Depedro - Rototom Sunsplash (Fiesta Reggae Ky-Mani Marley) - Caetano, Moreno, Zeca & Tom Veloso - Carlos Vives  - Gary Clarck Jr. + Corizonas - Phoenix - Norah Jones

### Cuarta edición
- Fechas: 20 de junio - 31 de julio de 2019
- Número de conciertos celebrados: 34
- Asistentes: 90.000 personas[10]

Woody Allen & The Eddy Davis New Orleans Jazz Band - Ana Belén - Los Planetas Sinfónico - Milton Nascimento + Andrea Motis - The Chieftains + Carlos Nuñez - Salvador Sobral - Iván Ferreiro - Andrés Calamaro - Zahara + Ximena Sariñana - The Water Boys + Paul Carrack - Darly Hall & John Oates - Hind Zahra - Madness XL + Dead Capo - The Roots + Tank and The Bangas - Loreena McKennitt - Juanes + Monsieur Periné - Macy Gray + Amadou & Mariam + The Blind Boys of Alabama - Michael Bolton - Diego El Cigala - Niña Pastori - LP + Charlie Winston - Jane Birkin + Daniel Casares - Concierto de Aranjuez - Orishas - Keane - Melody Gardot + José James - Snarky Puppy + Masego - Roger Hodgson of Supertramp - George Benson + Tomatito - Chick Corea & My Spanish Hart Band + Paco de Lucía Project - Sister! + Pink Martini - Ben Harper & The Innocent Criminals + El Twanguero - Supersonic Blues Machine + Billy F. Gibbons + Joe Louis Walker - Russian Red

### Quinta edición
- Fechas: 11 de junio - 31 de julio de 2021[15] (La quinta edición del Festival Noches del Botánico estaba previsto celebrarse en 2020, pero fue aplazada a 2021 debido a la pandemia por COVID-19).[16]
- Número de conciertos programados: 44
- Asistentes: 80.300 personas[17]
- Aforo máximo permitido: Debido a la situación sanitaria actual, la quinta edición del Festival Noches del Botánico ha reducido el aforo máximo para cada concierto a 1.800 personas.[18][19] La totalidad del público estará sentado tanto en grada como en pista, las localidades estarán separadas en unidades de convivencia garantizando la distancia de seguridad.[20]

Nathy Peluso - Woodkid - Estrella Morente + Kiki Morente - Amaia - Love of Lesbian - Víctor Manuel + Nando Agüeros - Xoel López + Pablo Lesuit - Los planetas y Niño de Elche presentan Fuerza Nueva + No sé a quién matar - Dorian + Los pilotos - Iván Ferreiro - María José Llergo + Dora - Ismael Serrano - Amaral + María Yfeu - Miguel Ríos & The Black Betty Trio - Xoel López + Eladio y los seres queridos - Iván Ferreiro - Rufus Wainwright - Cécile McLorin Salvant + Tigran Hamasyan - Tomatito con Duquende, Israel Fernández y Antonio Reyes + Alex Conde - Diego El Cigala - Lori Meyers + Anni B Sweet - Jazz at Lincoln Center Orchestra with Wynton Marsalis - Coque Malla - Quique González + Santero y los muchachos - Fangoria + Nancys Rubias - Billy Cobham Band + Richard Bona & Alfredo Rodríguez Duo - Quique González - Jorge Drexler + Nesrine + PabloPablo - Viva Suecia - Andrés Suárez + Isma Romero - Rulo y la contrabanda - Rosario - Ana Torroja - Los Secretos + Twanguero

### Sexta edición
- Fechas: 8 de junio-31 de julio de 2022[23]
- Número de conciertos programados: 47
- Asistentes: 122.000

Fangoria + Nancys Rubias - Gipsy Kings FT Nicolás Reyes + Kiko Veneno - Miguel Poveda, Imelda May + Eli "Paperboy" Reed - Khruangbin + Dirty Loops - Pablo Alborán - Burning + Los Enemigos - Pat Metheny Side-Eye - Patti Smith - India Martinez - León Benavente + Los Estanques y Anni B Sweet – Madness - Prince Royce - Tom Jones - Wilco + La Tremendita (x2 noches) – LP - Marisa Monte + Gustavo Santaolalla – Juanes - Belle and Sebastian + Beth Orton - Crowded House - Cat Power + Yellow Days - Agnes Obel + John Grant - The Smile  + Robert Stillman - Chucho Valdés & Paquito D´Rivera Reunion Sextet + Eliane Elias - Estrella Morente + Kiki Morente - Israel Fernández & Diego del Morao + Israel Suárez "El Piraña" Presenta Lágrimas de Mujer - Nick Mason - Cory Henry + Cory Wong feat. Dave Koz - George Thorogood & The Destroyers + Vintage Trouble - Zucchero + The Black Heritage Choir - Snarky Puppy  + Robert Glasper - Vicente García  + Ed Maverick - Cimafunk + Mulatu Astatke - Steve Vai + El Twanguero - Jessie J + Queralt Lahoz - Youssou N'Dour + Sergent García - Pink Martini + Eliades Ochoa - Calexico + Asaf Avidan - Yann Tiersen Electronic Set (LIVE A/V) + Hania Rani - Herbie Hancock + Alfa Mist - Ben Harper & The Innocent Criminals - Oscar D'León + Eva Ayllón - Carlos Vives - Nacho Vegas - Emir Kusturica & The No Smoking Orchestra + Muchachito Bombo Infierno - Diana Krall

### Séptima edición
- Fechas: junio y julio de 2023

Nile Rodgers and CHIC - Placebo - Siouxsie - Chris Isaak  - Djavan - Rubén Blade - Father John Misty - The Lumineers - Kings Of Convenience - Zaz

## Premios y reconocimientos
Premio Nacional de los Festivales de Música 
- 2019 Finalistas VI Edición Mejor Festival De Mediano Formato
- 2018 Ganadores V Edición Mejor Festival De Pequeño Formato
- 2016 Ganadores IV Edición Mejor Festival De Pequeño Formato
- 2022 Ganadores VII Edición Mejor Festival De Pequeño Formato

Premio de los Festivales de la Península Ibérica (Iberian Festival Awards)
- Ganadores IV Edición (Categoría: Festival más sostenible y comprometido con el medio ambiente de la península ibérica)
- 2022 Ganadores V Edición (Categoría: Festival más sostenible y comprometido con el medio ambiente de la península ibérica)[29][30]

## Enlaces
Web Oficial